# Кислицын, Владимир Александрович (офицер)
Владимир Александрович Кислицын (9 января 1883, Белая Церковь — 18 мая 1944, Харбин) — русский офицер, полковник (1919), генерал-майор (1928, произведён великим князем Кириллом Владимировичем). Был офицером Русской императорской армии, а затем командиром белой армии на более позднем этапе Гражданской войны.

## Биография
Родился 9 января 1883 года в Белой Церкви Российской империи.

### Начало службы
Сын адмирала Александра Кислицына. Владимир получил образование в Одесском военном училище в 1900 году. Он был направлен на службу в Отдельный корпус пограничной стражи на западной границе Российской империи. Участвовал в Русско-японской войне.
Участвовал в Великой войне в рядах 23-й Одесской пограничной бригады. 6 августа 1916 года, будучи прикомандирован к 11-му драгунскому Рижскому полку, был произведён в полковники со старшинством от 10 января 1916 года. Он был неоднократно ранен, в том числе и в голову.
Согласно воспоминаниям Кислицына, в конце 1917 г. он командовал бригадой в 11-й кавалерийской дивизии, и в ноябре 1917 при делении дивизии на великороссов и украинцев возглавил украинские формирования в дивизии.

### На Украине
В 1918 году служил в гетманской армии Украины. Был назначен командиром бригады а затем начальником 3-й Украинской кавалерийской дивизии, затем командиром Украинского корпуса в Житомире. Эти украинские части не были сформированы и существовали только на бумаге.
Участвовал в обороне Киева от петлюровцев и большевиков в декабре 1918 г. После занятия Киева петлюровцами был взят в плен в Дарнице, находился под арестом в Киевском Педагогическом музее. По настоянию германских властей был освобождён и выехал в Германию.
Жил в лагере в Нойштадте.

### Служба в Белой армии
В 1919 году Кислицын с небольшой группой офицеров, проехав через Данию, Норвегию и Мурманск, в июне 1919 г. прибыл в Архангельск на Северный фронт генерала Евгения Миллера. По прибытии в Архангельск,был назначен на должность генерала для поручений при Главнокомандующем генерале Миллере.
Не веря в успешность действий на Северном фронте, Кислицын попросил у Миллера разрешения отправиться в Сибирь к Колчаку. На пароходе по Северному Ледовитому океану и реке Печоре добрался до Усть-Цильмы, откуда на лошадях по тайге и на лодке по реке Сосьва добрался до Берёзова, а оттуда на пароходе до Тобольска и столицы Белой Сибири — Омска.
В июле 1919 года Владимир Кислицын был назначен командиром бригады 2-й Уфимской кавалерийской дивизии в армии адмирала Колчака. В сентябре 1919 года участвовал в Тобольской операции. 12 октября 1919 года был ранен в бою под д. Крутихой Ялуторовского уезда Тобольской губернии. В декабре 1919 года он был назначен командиром 2-й Уфимской кавалерийской дивизии.
После поражения армии Колчака на Урале и в Западной Сибири, Владимир Кислицын принял участие в Великом Сибирском Ледяном походе. После прибытия в Читу, атаман Семёнов доверил ему Маньчжурский отряд вплоть до отступления белогвардейцев из России (1921—1922).

### В эмиграции
Владимир Кислицын эмигрировал в Харбин в ноябре 1922 года, где стал дантистом, а также служил в полиции. В Маньчжурии он возглавлял местный клуб «легитимистов», которые поддерживали Кирилла Владимировича как законного наследника русского престола. В 1928 году он был повышен Великим князем Кириллом Владимировичем до звания генерал-майора. Командир отряда русских добровольцев во время конфликта на КВЖД. В 1935 году создал Дальневосточный союз военных под лозунгом «За Веру, Царя и Отечество», который к 1939 году насчитывал 11500 человек.
В 1936 году мемуары Кислицына «В огне гражданской войны» были опубликованы в издательстве «Наш путь».
С 1938 по 1944 год Кислицын выступал в качестве председателя Бюро по делам российских эмигрантов в Маньчжурии, созданного японцами. По его инициативе в Харбине на Соборной площади 7 ноября 1940 года был заложен, а 8 июня 1941 года — открыт Памятник борцам против Коминтерна.
Умер 18 мая 1944 года в Харбине, где и был похоронен на Покровском (Старом) кладбище.

## Награды
Владимир Кислицын был награждён орденом Святого Георгия четвёртого класса в 1915 году, орденом Святого Станислава 3-го и 2-го класса, орденом святой Анны 4-го и 1-го класса и получил Георгиевское оружие.

## Семья
- Отец — Александр Кислицын, российский адмирал.

Жена — Ольга Владимировна (в девичестве Печёнкина), дочь генерала, окончила Саратовскую консерваторию. Похоронена в Грозном.
- Дочь — Тамара Владимировна Козицкая (1921 — 20 декабря 1995, Москва). Внучка Елена Кучерова, правнуки — Владимир и Андрей.
- Сын — Георгий (1923, Харбин — 15 февраля 1996, Грозный), окончил японский мединститут в Харбине и, пройдя стажировку у японского профессора Мори, стал хирургом. В 1961 году вернулся в СССР. Скончался в острой сердечной недостаточности и похоронен в Грозном вместе с матерью. Жена Людмила Николаевна.

## Сочинения
- В огне Великой мировой войны (личные воспоминания). Харбин, 1938. 49 с.
- В огне Гражданской войны : мемуары. Харбин, «Наш Путь», 1936. 113 c.
- Пантеон воинской доблести и чести. Харбин, 1941. 488 с.
- Пути русской молодежи. Харбин, «Заря», 1944. 248 с.